# The Jesus Lizard
The Jesus Lizard – amerykański zespół muzyczny, jeden z najważniejszych zaliczanych do gatunku noise rock. Założony w 1987 w Chicago. Rozpadł się on w 1999 roku.

## Historia
Jesus Lizard powstał po rozpadzie noise rockowego zespołu Scratch Acid. Dwóch jego muzyków - David Yow i David Sims (grał także przejściowo w zespole Rapeman) – połączyło siły z Duane Denisonem. Początkowo wykorzystywali automat perkusyjny. Potem perkusistą był Mac McKelly, którego w 1997 zastąpił Jim Kimball. Nazwa zespołu pochodzi od angielskiej nazwy zwyczajowej bazyliszka płatkogłowego, który znany jest z tego, ze potrafi biegać po powierzchni wody.
Pierwszy album zespołu ukazał się w 1990 nakładem znanej wytwórni Touch and Go, promującej zespoły noise rockowe. Nad nagraniem jako operator dźwięku czuwał Steve Albini, który pełnił tę funkcję na wszystkich kolejnych płytach grupy. Kolejne albumy - Goat i Liar znalazły uznanie w oczach krytyki oraz przysporzyły zespołowi sporo fanów. Przyczyniły się też do tego ciągłe trasy koncertowe. Jesus Lizard był wtedy określany jako jedna z najlepszych grup grających na żywo.
W 1995 zespół podpisał kontrakt z Capitol Records. Brał także udział w trasie Lollapalooza, która przez wielu była określana jako objaw komercjalizacji zespołów z nurtu indie. Już wcześniej dochodziło na tym tle do napięć w zespole. Pogorszyły się także stosunki z Albinim.
W 1998 Jesus Lizard wydał swój ostatni album, a w 1999 zespół rozpadł się.

## Skład
- David Yow – śpiew
- Duane Denison – gitara
- David Sims – gitara basowa
- Mac McKelly, Jim Kimball – perkusja

## Dyskografia
- 1989 Pure Touch & Go
- 1990 Head Touch & Go
- 1991 Goat Touch & Go
- 1992 Liar Touch & Go
- 1993 Lash Touch & Go / Southern
- 1994 Down Touch & Go
- 1994 Show (live) Collision Arts / Giant
- 1996 Shot Capitol
- 1998 The Jesus Lizard Jetset
- 1998 Blue Jetset / Capitol
- 2000 Bang Touch & Go